# Soleil Moon Frye

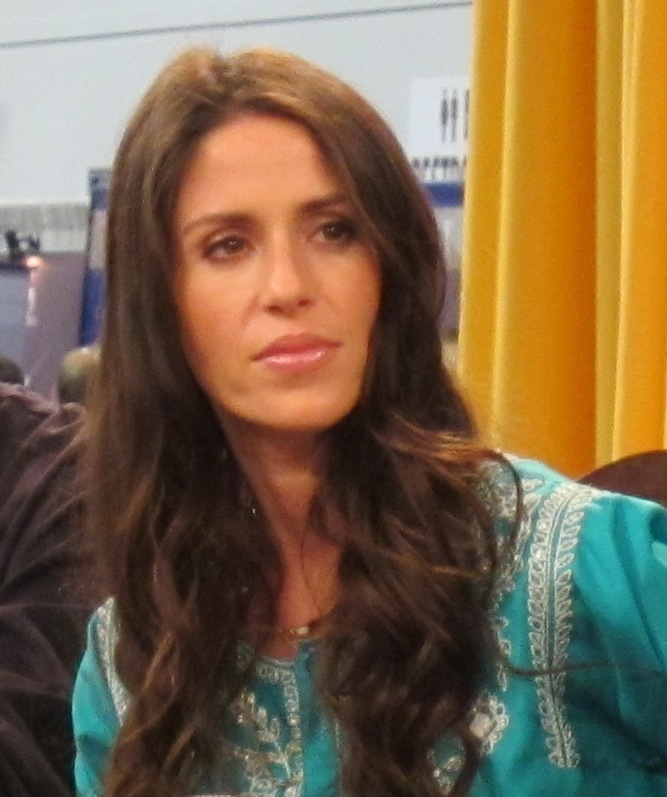
Soleil Moon Frye (2010)

Soleil Moon Frye (* 6. August 1976 in Glendora, Kalifornien, USA) ist eine US-amerikanische Schauspielerin und Regisseurin.

## Leben
Soleil Moon Frye wurde als Kind von Sondra Peluce und Virgil Frye geboren. Aus einer früheren Beziehung ihrer Mutter stammt ihr älterer Halbbruder Meeno Peluce, der ebenfalls als Schauspieler tätig ist.
Frye war einige Jahre Mitglied von Scientology. Sie war von 1998 bis 2022 mit dem Fernsehproduzenten Jason Goldberg verheiratet und hat vier Kinder.

## Karriere
Bereits als Kind hatte sie einen großen Erfolg in der Titelrolle der Kinderserie Punky Brewster.
Zusammen mit ihrem Halbbruder schrieb Frye 1998 das Drehbuch zum Film Wild Horses, bei dem beide auch die Regie übernahmen. Soleil Moon Frye war damals gerade 22 Jahre alt und zählt somit zu den jüngsten Regisseurinnen Hollywoods.
Während ihrer Teenagerzeit hatte sie eine Romanze mit Edward Furlong. In Deutschland ist Frye vor allem dank ihrer Rolle in der Serie Sabrina – Total Verhext! bekannt. In der Serie spielt sie die etwas seltsame College-Zimmergenossin Roxie King an der Seite von Hauptdarstellerin Melissa Joan Hart.
Sie hatte auch einen Gastauftritt bei Friends in der Episode Mädchenprügel als Freundin von Joey.
Im Jahre 2009 eröffnete sie ein Geschäft für ökologische Baby-Bekleidung und Spielzeug in Los Angeles unter dem Namen The Little Seed.

## Filmografie (Auswahl)
- 1984: Exit  Ausgang ins Nichts (Invitation to Hell)
- 1985–1988: Punky Brewster
- 1994: Pumpkinhead II (Pumpkinhead II: Wings of Blood)
- 1995: Die Rückkehr der Piranhas (Piranha)
- 1997: Die Hawking Affäre (Motel Blue)
- 1999: Friends (Fernsehserie, eine Folge)
- 2000–2003: Sabrina – Total Verhext! (Sabrina, the Teenage Witch, Fernsehserie, 65 Folgen)
- 2001–2005: Die Prouds (The Proud Family)
- 2005: Die Prouds – Der Inselabenteuerfilm (The Proud Family Movie)
- 2010–2013: Planet Max (Planet Sheen, Fernsehserie, Stimme von Aseefa)
- 2014: Misstresses (Fernsehserie, eine Folge)
- 2021: Punky Brewster